# Ausente
Ausente é um filme argentino de 2011, do gênero drama, do cineasta Marco Berger. O filme aborda o tema de abuso sexual de estudantes sob outra perspectiva, quando um jovem tenta atrair seu professor para uma relação sexual.

## Enredo
Martin (Javier De Pietro) é um jovem estudante de 16 anos que está analisando as reações de Sebastian (Carlos Echevarría), seu treinador de 30 anos, enquanto tenta lutar pela sua atenção e carinho. Certa noite, ele tem a oportunidade de chegar mais próximo do que nunca daquilo que deseja desesperadamente. Mesmo com o professor o mantendo afastado,  apesar de se mostrar gentil, Martin continua cada vez mais determinado a ultrapassar o limite.

## Recepção
Ausente ganhou o Teddy Award de Melhor Filme LGBT, no Festival Internacional de Cinema de Berlim, pelo Júri Independente. O comitê de julgamento classificou o longa como "um roteiro original, com uma estética inovadora e uma abordagem sofisticada, que cria dinamismo. Uma combinação única de desejo homoerótico, suspense e tensão dramática".
O filme também recebeu o Cóndor de Plata de Melhor Filme, da Associação de Cronistas Cinematográficos da Argentina (ACCA), em 2012. O estreante no cinema, Javier De Pietro, recebeu elogios pela sua atuação e chegou a ter duas indicações de Melhor Ator Revelação, na Argentina.
A revista norte-americana, The Hollywood Reporter, publicou que "apesar do toque original sobre o tema pedofilia, Ausente seria comercialmente descartável, não fosse pelo trabalho do diretor Marco Berger, que mostra muita experiência cinematográfica e técnica, ao sobrepor um drama psicológico individual com elementos de suspense, resultando em um filme sofisticado, cheio de mudança de tempo poético, embora a meia hora final seja de difícil compreensão para o espectador mediano".

## Elenco
- Carlos Echevarría ... Sebastian
- Javier De Pietro ... Martín
- Antonella Costa ... Mariana
- Rocío Pavón ... Analía
- Alejandro Barbero ... Juan Pablo

## Prêmios e Indicações
| Ano  | Premiação                                                | Categoria             | Trabalho         | Resultado |
| ---- | -------------------------------------------------------- | --------------------- | ---------------- | --------- |
| 2012 | Argentinean Film Critics Association Awards              | Melhor Filme          | Ausente          | Venceu    |
| 2012 | Argentinean Film Critics Association Awards              | Melhor Ator Revelação | Javier De Pietro | Indicado  |
| 2011 | Festival de Berlim                                       | Melhor Filme          | Ausente          | Venceu    |
| 2011 | Academy of Motion Picture Arts and Sciences of Argentina | Melhor Ator Revelação | Javier De Pietro | Indicado  |